# 佩纳波利斯
佩纳波利斯是巴西圣保罗州的一个市镇。总面积708.5平方公里，总人口56681人，人口密度80人/平方公里。